# Ватержакетна піч
Ватержаке́тна піч (англ. (water-jacket), від water — вода і jacket — сорочка, кожух) — промислова піч, стіни якої складені з охолоджуваних водою порожнистих металевих коробок (кесонів); різновид шахтної печі. 
У ватержакетних печах виплавляють з рудної сировини мідь, свинець, нікель і олово.